# 恆星質量流失
恆星質量流失（Stellar mass loss）是在一些大質量恆星上觀測到的現象，在此一事件的發生機制會造成恆星大部分的質量被拋射出去；或是在聯星系統中的一顆恆星質量逐漸流失至它的伴星或是星際空間中。

## 原因
有多項因素可以造成巨星的質量大量流失，下面列出其中的一些：
- 聯星伴星的重力吸引，
- 日冕物質拋射 － 典型的事件，
- 提升到紅巨星或紅超巨星的狀態。

### 重力的質量流失
對在封閉軌道中的聯星，往往會因為潮汐力的作用使靠近質量中心的恆星，產生足夠的的拉力將氣體從另一顆恆星拉至它的伴星。這種效果在夥伴是白矮星、中子星或黑洞時會特別顯著。

### 質量拋射
某些類別的恆星，特別是質量巨大但膨脹的很大，對外圍上層氣體拘束力微弱的沃夫-瑞葉星。通常，像是太陽閃焰和日冕物質拋射的事件都有足夠強大的能量將一些外層的物質拋到太空中。

### 紅巨星質量流失
已經進入紅巨星階段的恆星在質量流失的速率上是惡名昭彰的。如上所述，重力對上層氣體的引力是微弱的，它們很容易因為劇烈的活動事件，像是開始於核心的氦閃，都會讓氣體進入太空中。在紅巨星生命的最後階段中，會帶來驚人的質量流失，恆星失去的外層會形成行星狀星雲。

## 外部連結
- Simulation of a Red Supergiant displaying instability and mass loss[永久]